# Maria von Montferrat

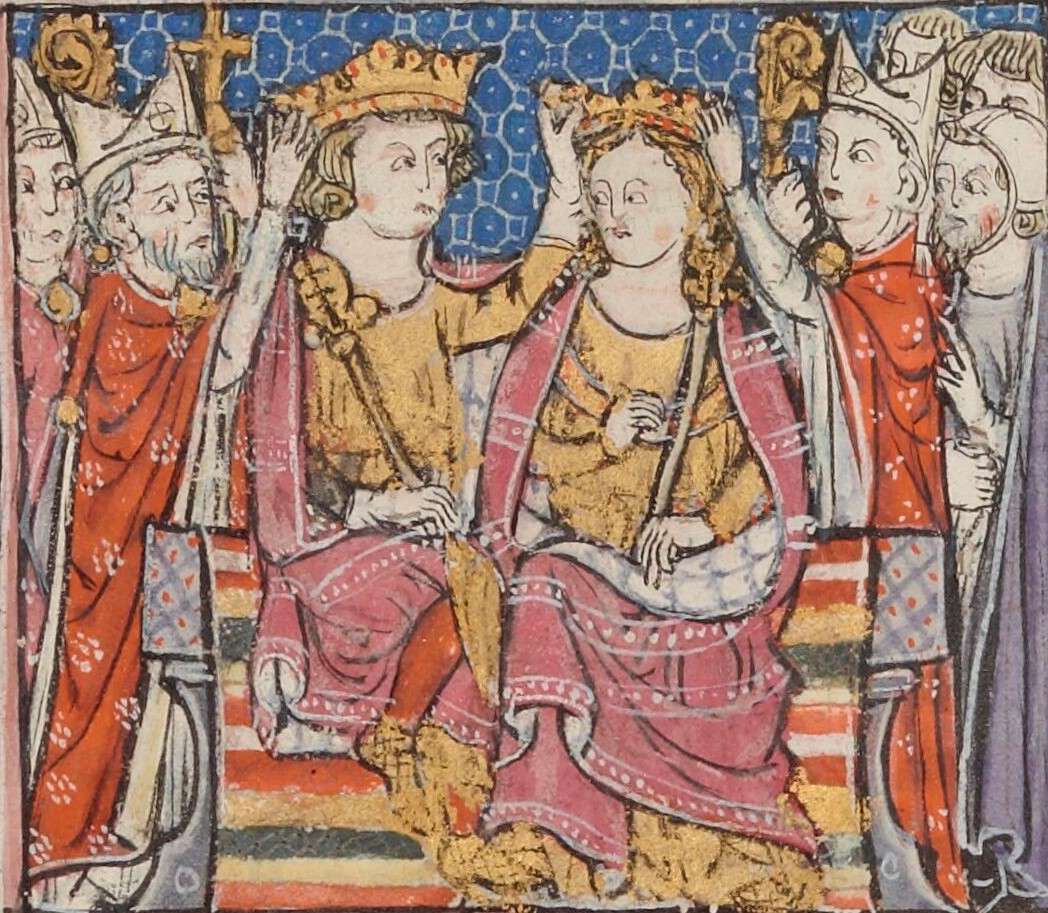
Die Krönung Johanns von Brienne und Marias von Montferrat zu König und Königin von Jerusalem. (Miniatur aus dem 13. Jahrhundert)

Maria von Montferrat, auch Maria la Marquise genannt (* um 1192; † Frühjahr 1212), war eine Königin von Jerusalem aus eigenem Recht. Sie war die einzige Tochter der Königin Isabella I. aus deren zweiter Ehe mit dem Markgrafen Konrad von Montferrat. Väterlicherseits entstammte sie damit dem Geschlecht der Aleramiden.
Da ihre Mutter allerdings im Jahr 1192 auch noch mit ihrem ersten Ehemann Humfried IV. von Toron verheiratet war, von dem sie gegen ihren Willen geschieden wurde, käme auch eine Vaterschaft Humfrieds in Betracht.
Beim Tod ihrer Mutter 1205 wurde Maria im Alter von 13 Jahren Königin von Jerusalem. Aufgrund ihrer Unmündigkeit übernahm Johann von Ibelin, „der alte Herr von Beirut“, für sie die Regentschaft des Landes.
Am 14. September 1210 heiratete Maria in Akkon den älteren französischen Ritter Johann von Brienne (* um 1169/74; † 1237), mit dem sie am 2. Oktober in Tyrus gekrönt wurde. Ihr Ehemann übernahm nun als ihr Mitkönig die Regierung des Landes. Die Hochzeit war von dem Haute Cour von Jerusalem und dem König Philipp II. August von Frankreich  arrangiert worden. Ihre gemeinsame Tochter Isabella wurde im Frühjahr 1212 geboren. Maria starb nur kurz darauf an den Folgen der Geburt. Ihre Tochter wurde damit als Isabella II. die neue Königin von Jerusalem. Johann von Brienne übernahm für sie die Regentschaft.